# 방독피
"방독피"는 2013년에 개봉한 대한민국의 영화이다.

## 캐스팅
- 조영진 : 주상근 역
- 장리우 : 늑대소녀 역
- 박지환 : 보식 역
- 패트릭 스미스 : 패트릭 역
- 이두성 : 목사 역
- 박문아 : 목사딸 수진 역
- 이재순 : 주상근 첫번째부인 역
- 황경 : 주상근 두번째부인 역
- 박진아 : 주상근 고등학생딸 역
- 안세은 : 주상근 어린딸  역
- 유영복 : 보좌관 1 역
- 성현준 : 보좌관 2 역
- 이동용 : 보좌관 3 역
- 이도현 : 보좌관 4 역
- 정지선 : 여당원 역
- 김덕중 : 방독남학생 역
- 신운섭 : 주상근 공격자 역
- 민우기 : 당원 역
- 곽진석 : 보디가드 1 역
- 오영복 : 보디가드 2 역
- 이경헌 : 보디가드 3 역
- 이명선 : 개표방송 아나운서 역
- 정은선 : 시장후보 이지막 역
- 윤한진 : 시장후보 문경훈 역
- 김유선 : 시장후보 박금애 역
- 오태호 : 시장후보 오태호 역
- 강석 : 김 기사 역
- 김소희 : 정신과의사 역
- 경규원 : 음악선생님 역
- 이은근 : 게이소년 1 역
- 정재식 : 게이소년 2 역
- 김석이 : 자살군단 1 역
- 김양희 : 자살군단 2 역
- 남연경 : 자살군단 3 역
- 박성미 : 자살군단 4 역
- 이얼 : 자살군단 5 역
- 조아라 : 자살군단 6 역
- 한동수 : 자살군단 7 역
- 이근창 : 파출소장 역
- 김나영 : 미주친구 여고생 1 역
- 김민아 : 미주친구 여고생 2 역
- 황유미 : 미주친구 여고생 3 역
- 김나무 : 경찰총장 역
- 신혜옥 : 가정부 역
- 정아란 : 피아노손 역
- 이란희 : 여자파출소장 역
- 박재민 : 보식동료후임 역
- 지연 : 선글라스여인 역
- 김화현 : 항의아줌마 역
- 마뉴 : 외제차유학생 역
- 정선운 : 파켓방독남 역
- 김경민 : 피켓시위대 1 역
- 김은희 : 피켓시위대 2 역
- 배수찬 : 피켓시위대 3 역
- 최정남 : 보식엄마 역
- 박지원 : 여경 역
- 송연수 : 무당 역
- 최정남 : 순이어머니 역
- 이태훈 : 순이아버지 역
- 이찬영 : 악사 1 역
- 최기수 : 악사 2 역
- 곽최산 : 무당수행원 1 역
- 조철우 : 무당수행원 2 역
- 김명섭 : 무당수행원 3 역
- 이윤서 : 인트로 여자아이 역
- 카와구치 히로유키 : 종묘제례 관광객 역
- 노원석 : 보조출연 역